# Up the Women
Up the Women is een Britse sitcom over een groep suffragettes tijdens de eerste feministische golf. De serie is bedacht en geschreven door Jessica Hynes. De eerste aflevering werd op 30 mei 2013 uitgezonden op BBC Four. Het tweede seizoen werd in 2015 uitgezonden op BBC Two.

## Verhaal
Het is 1910 en in de kerk van Banbury vindt wekelijks een bijeenkomst plaats van de handwerkclub. Margaret Unwin (Jessica Hynes) is naar Londen geweest en heeft daar gezien dat er door de suffragettes wordt gestreden voor vrouwenkiesrecht. Hierdoor besluit ze zelf een suffragettebeweging op te zetten.
Helen Bute (Rebecca Front) ziet dat totaal niet ziet zitten, ze vindt het huidige kiessysteem goed genoeg: zij zegt haar man wat hij moet stemmen. Haar dochter, Emily (Georgia Groome), wil graag meedoen maar mag niet van haar moeder. De andere leden zijn Myrle von Heckling (Judy Parfitt), de liberale moeder van Helen, Gwen (Vicki Pepperdine), een oude vrijster en Eva (Emma Pierson) een moeder van veertien kinderen.
Ook aanwezig zijn conciërge Frank Miller (Adrian Scarborough) en Thomas (Ryan Sampson) die ook voor vrouwenkiesrecht is en een oogje heeft op Emily.

## Productie
In 2009 kreeg Jessica Hynes een krantenartikel over de moordplannen op de Britse eerste minister Herbert Henry Asquith door suffragettes onder ogen. Ze begon informatie te verzamelen om over dit onderwerp een komische film te maken voor de BBC.
Het plot van de film was meer een dramafilm dan een komedie en de BBC toonde daar geen interesse in. De personages lieten haar niet los en Hynes bedacht dat ze er een sitcom van kon maken. In 2011 schreef Hynes dankzij het enthousiasme van haar man de eerste versie van Up the Women over de personages in de hal van de kerk in Banbury. Deze versie kreeg groen licht van de BBC. Het personage Margaret, dat wordt gespeeld door Hynes, is geïnspireerd op Christabel Pankhurst.
In februari 2013 maakte de BBC bekend dat de serie Up the Women door BBC Four werd uitgezonden bestaande uit drie afleveringen. Het was de eerste sitcom die opgenomen werd met publiek voor BBC Four en ook de laatste serie met publiek die werd opgenomen in de BBC Television Centre. Het eerste seizoen werd in maart 2013 opgenomen.
In juni 2013 werd bekend dat de BBC een tweede seizoen heeft besteld. Dit seizoen telt zes afleveringen en zal worden uitgezonden op BBC Two. Het tweede seizoen is ook het laatste seizoen van de serie, in maart 2015 maakte de BBC bekend dat er geen derde seizoen komt.

## Rolverdeling
| Acteur             | Personage          | Opmerkingen                                                               |
| ------------------ | ------------------ | ------------------------------------------------------------------------- |
| Jessica Hynes      | Margaret Unwin     | Intelligente en belezen leidster van de suffragettebeweging               |
| Rebecca Front      | Helen Bute         | De leidster van de handwerkclub maar tegen de suffragettebeweging         |
| Georgia Groome     | Emily              | Dochter van Helen die wel heel fanatiek is voor vrouwenkiesrecht          |
| Judy Parfitt       | Myrla von Heckling | Moeder van Helen die telkens seksueel getinte herinneringen ophaalt.      |
| Vicki Pepperdine   | Gwen               | Oude vrijster die goed kan handwerken en taarten bakken                   |
| Emma Pierson       | Eva                | Heeft elke bijeenkomst een verhaal over haar 14 kinderen                  |
| Adrian Scarborough | Frank Miller       | De conciërge die zich beter voelt dan de dames                            |
| Ryan Sampson       | Thomas             | Wil ook meestrijden voor vrouwenkiesrecht en het hart van Emily veroveren |

## Afleveringen

### Seizoen 1
| Nr. | Aflevering | Titel     | Schrijver(s)  | Regisseur        | Uitzenddatum |  |
| --- | ---------- | --------- | ------------- | ---------------- | ------------ |  |
| 1 | 1          | Episode 1 | Jessica Hynes | Christine Gernon | 30 mei 2013  |  |
| Margaret keert terug uit Londen en begint een suffragettebeweging. Haar plan krijgt tegenwerking van Helen die een anti-suffragettebeweging start. Een stemming moet uitsluitsel geven.                                    |            |           |               |                  |              |  |
| 2 | 2          | Episode 2 | Jessica Hynes | Christine Gernon | 6 juni 2013  |  |
| De eerste daad van de suffragettes wordt het postkantoor bezetten en daarvoor maken ze borden. Een beeld in het dorp is gevandaliseerd en daardoor komt een agent, de oude jeugdliefde van Margaret, de groep ondervragen. |            |           |               |                  |              |  |
| 3 | 3          | Episode 3 | Jessica Hynes | Christine Gernon | 13 juni 2013 |  |
| Margaret heeft een brief en een komisch gedicht gestuurd aan Emmeline Pankhurst. Die besluit de groep te bezoeken. Helen blijkt een verleden te hebben met de suffragetteleidster.                                         |            |           |               |                  |              |  |

### Seizoen 2
| Nr. | Aflevering | Titel       | Schrijver(s)                                           | Regisseur        | Uitzenddatum     |  |
| --- | ---------- | ----------- | ------------------------------------------------------ | ---------------- | ---------------- |  |
| 4 | 1          | The Romance | Jessica Hynes, Barunka O'Shaughnessy en Morwenna Banks | Christine Gernon | 21 januari 2015  |  |
| De suffragettes van de handwerkclub gaan in hongerstaking om de andere suffragettes te steunen. Margaret heeft het er moeilijk mee en Gwen heeft kaas meegenomen omdat ze anders honger zouden krijgen. Emily is boos op haar moeder omdat ze haar probeert te koppelen aan Bertie Smuth, tot ze hem ziet. Myrtle heeft haar bedenkingen over Bertie en moedigt Thomas aan om voor Emily te vechten.                                                                                         |            |             |                                                        |                  |                  |  |
| 5 | 2          | Strike      | Jessica Hynes, Barunka O'Shaughnessy en Morwenna Banks | Christine Gernon | 28 januari 2015  |  |
| Margaret hoopt meer leden binnen te halen door een lezing te geven terwijl de overige leden moeite hebben om hun aandacht er bij te houden. Eva heeft iets voor in de thee wat een aparte uitwerking heeft op de andere dames. Helen heeft last van stakende arbeiders net nu ze een diner geeft voor directeuren. Haar dochter Emily heeft zich stiekem aangesloten bij de stakende menigte.                                                                                                |            |             |                                                        |                  |                  |  |
| 6 | 3          | Bowls       | Jessica Hynes, Barunka O'Shaughnessy en Morwenna Banks | Christine Gernon | 4 februari 2015  |  |
| Margaret besluit om een pamflet te maken met de dames in sportskleding om zo aan de kaak te stellen dat vrouwen ook een sport mogen beoefenen. Helen is boos op haar man omdat hij zijn broek door iemand anders heeft laten stomen voor zijn Bowlswedstrijd. Als een andere sufregettegroep de bowlsbaan saboteert wordt uitgeweken naar de kerk. Daar zijn Margaret en de andere dames de eerste vrouwen die aanwezig zijn bij een bowlswedstrijd, maar dat is niet wat ze er van dachten. |            |             |                                                        |                  |                  |  |
| 7 | 4          | Train       | Jessica Hynes, Barunka O'Shaughnessy en Morwenna Banks | Christine Gernon | 11 februari 2015 |  |
| De suffragettes van de handwerkclub gaan naar Londen om daar een tegenstander te ontmoeten. Door een aanval van een andere suffragettebeweging op Winston Churchill is het verboden voor vrouwen om met de trein te reizen. Als Gwen in mannenkleding verschijnt brengt ze Margaret op een idee. |            |             |                                                        |                  |                  |  |
| 8 | 5          | Vote        | Jessica Hynes, Barunka O'Shaughnessy en Morwenna Banks | Christine Gernon | 18 februari 2015 |  |
| De ontmoetingsplaats is een stemlokaal bij de landelijke verkiezingen. Als een andere Suffragette zich bij hen wil aansluiten sluit ze hen op in de kerkhal zodat geen enkele man kan stemmen. Gwen voelt zich anders dan normaal en kan Margaret niet uitstaan. |            |             |                                                        |                  |                  |  |
| 9 | 6          | Panto       | Jessica Hynes, Barunka O'Shaughnessy en Morwenna Banks | Christine Gernon | 25 februari 2015 |  |
| Margaret zou een pantovoorstelling schrijven, maar nadat haar man kritisch was over haar werk heeft ze nu niets. Eva heeft wel een voorstelling gemaakt, wat wel erg op het sprookje Assepoester lijkt. De vrouwen besluiten het script van Eva uit te voeren, terwijl Margaret een eigen stukje opvoert samen met Myrtle. Als er nieuws komt van overige suffragettes besluiten ze om toch samen op te treden.                                                                              |            |             |                                                        |                  |                  |  |